# Fark
Pour les articles homonymes, voir FARK.
 (novembre 2023).

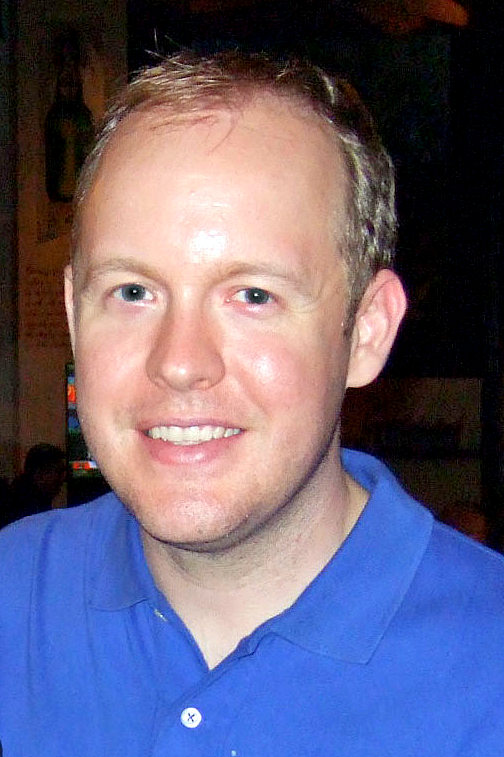
Drew Curtis en 2007.

Fark ou fark.com est un site web américain créé en 1999 par l'Américain Drew Curtis (en), qui propose une sélection de liens d'actualités et permet aux lecteurs, appelés farkers, de commenter l'article dans un forum après une inscription préalable. Le slogan du site est « It's not news... it's Fark ».
Des liens vers des nouvelles accompagnés d'une ligne humoristique d'introduction sont proposés aux administrateurs du site qui en sélectionnent quelques-uns, qui sont alors affichés en première page. Depuis février 2002, une partie du site est réservée aux abonnés, TotalFark, qui propose beaucoup plus de liens vers des nouvelles. Les abonnés ont par ailleurs la primeur des commentaires puisqu'en général, les nouvelles leur sont visibles bien avant leur mise à disposition du public non abonné.
Un lien proposé en page principale augmente la fréquentation du site cible par environ 300 000 hits par mois, ce qui provoque la panne de certains sites, un effet analogue à l'effet Slashdot.
Selon le créateur du site, Fark est un euphémisme utilisé en place de l'explétif fuck.